# کلاهک بازگشتی مانورپذیر

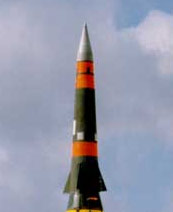
بخش بالایی (مرحله دوم) Pershing II دارای کلاهک بازگشتی مانورپذیر با مرکز هدایت راداری فعال

کلاهک بازگشتی مانورپذیر یا کلاهک بازآی جولان‌پذیر (به انگلیسی: Maneuverable reentry vehicle) نوعی کلاهک جنگی برای موشک‌های بالستیک است که می‌تواند مانور دهد و مسیر خود تغییر دهد.
این کلاهک می‌تواند به‌طور خودکار اهداف زمینی را ردیابی کند تا موشک با وجود تغییر مسیرهای مکرر، هدف را گم نکند. این، اغلب به مرکز هدایت و هدف‌یابی راداری فعال (مانند هدایت راداری فعال Pershing II) نیاز دارد.

## کلاهک بازگشتی مانورپذیر پیشرفته

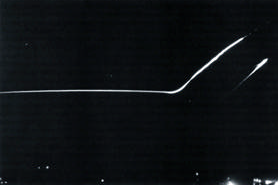
آزمایش پرواز کلاهک بازگشتی مانورپذیر پیشرفته در اوایل سال ۱۹۸۰. مسیر این کلاهک، رگه نور بالایی است و مخازن تقویت‌کننده بلافاصله زیر آن. در گوشه پایین سمت راست، نورهایی از آب‌سنگ کواجالین در اقیانوس آرام دیده می‌شود.

کلاهک بازگشتی مانورپذیر پیشرفته (AMaRV) یک پیش‌نمونه بود که توسط مک‌دانل داگلاس ساخته شد. چهار AMaRV ساخته شد و نشان‌دهنده یک جهش چشمگیر در پیچیدگی کلاهک‌های بازگشتی بود. سه فروند AMaRV توسط Minuteman-1 ICBMs در ۲۰ دسامبر ۱۹۷۹، ۸ اکتبر ۱۹۸۰ و ۴ اکتبر ۱۹۸۱ پرتاب شدند. AMaRV دارای جرم ورودی تقریباً ۴۷۰ کیلوگرم، شعاع دماغه ۲٫۳۴ سانتی‌متر، نیم‌زاویه فروستوم ۱۰٫۴ درجه، شعاع بین فروستوم ۱۴٫۶ سانتی‌متر، نیم‌زاویه شکسته عقب ۶ درجه و طول محوری ۲٫۰۷۹ متر بود. هیچ نمودار یا تصویر دقیقی از AMaRV نشان داده نشده‌است. با این حال، یک طرح ساده از یک پرتابه شبیه AMaRV به همراه نمودارهای مسیری که چرخش‌های سنجاق سر را نشان می‌دهد، منتشر شده‌است.
عملیات AMaRV از طریق یک باله با بدنه تقسیم شده (همچنین موسوم به "باله شکافنده به سمت باد") همراه با دو باله انحرافی که در کناره‌های کلاهک نصب شده بودند، کنترل می‌شد. برای کنترل باله‌ها از محرک هیدرولیکی استفاده شد. AMaRV توسط یک سیستم ناوبری کاملاً خودمختار هدایت می‌شد که برای فرار از رهگیری موشک‌های ضد بالستیک طراحی شده بود.

## موشک‌های دارای کلاهک بازگشتی مانورپذیر
چین

- DF-15B (فعال)
- DF-21D (فعال)

 هند

- Agni-II (فعال)
- Agni-P (آزمایش شده)

 ایران
- عماد (فعال)
- خیبرشکن (آزمایش شده)
- فتاح (آزمایش شده)

 کره شمالی

- KN-18 (آزمایش شده، وضعیت نامعلوم)[۳][۴]

 کره جنوبی

- Hyunmoo-2C (فعال)

 اتحاد جماهیر شوروی

- R-27K (وضعیت نامعلوم)

 ایالات متحده آمریکا

- پرشینگ II (بازنشسته)